# Coppa Intertoto UEFA 1998
La Coppa Intertoto UEFA 1998, quarta edizione della competizione, vide vincitrici il Valencia, il Werder Brema e il Bologna, che in tal modo accedettero alla Coppa UEFA 1998-1999. Fu la prima edizione alla quale parteciparono i club italiani.

## Primo turno
Andata 20 e 21 giugno, ritorno 27 e 28 giugno.
| Squadra 1                | Totale      | Squadra 2                | Andata | Ritorno         |
| ------------------------ | ----------- | ------------------------ | ------ | --------------- |
| Ethnikos Achna           | 2 - 5       | Örgryte                  | 2 - 1  | 0 - 4           |
| Dnjapro-Transmaš Mahilëŭ | 2 - 10      | Debrecen                 | 2 - 4  | 0 - 6           |
| KS/Leiftur               | 0 - 6       | Vorskla Poltava          | 0 - 3  | 0 - 3           |
| National Bucarest        | 5 - 2       | Hapoel Haifa             | 3 - 1  | 2 - 1           |
| Baltika                  | 5 - 1       | Spartak Varna            | 4 - 0  | 1 - 1           |
| Stabæk                   | 3 - 5       | Vojvodina                | 1 - 2  | 2 - 3           |
| VB Vágur                 | 1 - 6       | Boby Brno                | 0 - 3  | 1 - 3           |
| San Gallo                | 9 - 3       | Tulevik Viljandi         | 3 - 2  | 6 - 1           |
| Austria Vienna           | 2 - 3       | Ruch Chorzów             | 0 - 1  | 2 - 2           |
| Hrvatski Dragovoljac     | 2 - 4       | Lyngby                   | 1 - 4  | 1 - 0           |
| Hobscheid                | 1 - 2       | Hradec Králové           | 0 - 0  | 1 - 2           |
| Diósgyőr                 | 5 - 2       | Sliema Wanderers         | 2 - 0  | 3 - 2           |
| Ebbw Vale                | 1 - 9       | Kongsvinger              | 1 - 6  | 0 - 3           |
| T'orp'edo Kutaisi        | 7 - 1       | Erebuni-Homenmen Yerevan | 6 - 0  | 1 - 1           |
| Makedonija G.P.          | 5 - 3       | Olimpia Lubiana          | 4 - 2  | 1 - 1           |
| Rimavská Sobota          | 3 - 2       | Omagh Town               | 1 - 0  | 2 - 2           |
| Dinaburg                 | 2 - 5       | OD Trenčín               | 1 - 1  | 1 - 4           |
| Inkaras Kaunas           | 1 - 1       | Baki Fahlasi             | 1 - 0  | 0 - 1 (5-4 dtr) |
| Altay                    | 5 - 4       | Shamrock Rovers          | 3 - 1  | 2 - 3 (dts)     |
| TPS                      | 3 - 3 (gfc) | Sion                     | 0 - 1  | 3 - 2           |

## Secondo turno
Andata 4 e 5 luglio, ritorno 11 e 12 luglio.
| Squadra 1       | Totale      | Squadra 2         | Andata | Ritorno |
| --------------- | ----------- | ----------------- | ------ | ------- |
| Vojvodina       | 4 - 0       | Örebro            | 2 - 0  | 2 - 0   |
| Makedonija G.P. | 1 - 7       | Bastia            | 1 - 0  | 0 - 7   |
| Sampdoria       | 2 - 1       | Rimavská Sobota   | 2 - 0  | 0 - 1   |
| Altay           | 2 - 1       | Diósgyőr          | 1 - 1  | 1 - 0   |
| OD Trenčín      | 0 - 1       | Baltika           | 0 - 1  | 0 - 0   |
| Werder Brema    | 5 - 1       | Inkaras Kaunas    | 4 - 1  | 1 - 0   |
| Örgryte         | 2 - 2 (gfc) | Ruch Chorzów      | 2 - 1  | 0 - 1   |
| Samsunspor      | 4 - 3       | Lyngby            | 3 - 0  | 1 - 3   |
| Twente          | 2 - 0       | Kongsvinger       | 2 - 0  | 0 - 0   |
| TPS             | 2 - 5       | Shinnik Yaroslavl | 0 - 2  | 2 - 3   |
| Boby Brno       | 5 - 5 (gfc) | Espanyol          | 5 - 3  | 0 - 2   |
| AB              | 3 - 3 (gfc) | Vorskla Poltava   | 2 - 2  | 1 - 1   |
| Salisburgo      | 3 - 2       | San Gallo         | 3 - 1  | 0 - 1   |
| Iraklis         | 3 - 4       | National Bucarest | 3 - 1  | 0 - 3   |
| KFC Lommel      | 2 - 2 (gfc) | T'orp'edo Kutaisi | 0 - 1  | 2 - 1   |
| Debrecen        | 1 - 1 (gfc) | SK Hradec Králové | 0 - 0  | 1 - 1   |

## Terzo turno
Andata 18 e 19 luglio, ritorno 25 luglio.
| Squadra 1       | Totale      | Squadra 2          | Andata | Ritorno         |
| --------------- | ----------- | ------------------ | ------ | --------------- |
| Auxerre         | 1 - 2       | Espanyol           | 1 - 1  | 0 - 1           |
| Ruch Chorzów    | 2 - 2       | Estrela Amadora    | 1 - 1  | 1 - 1 (4-2 dtr) |
| Valencia        | 4 - 2       | Shinnik Yaroslavl  | 4 - 1  | 0 - 1           |
| Fortuna Sittard | 5 - 2       | Vorskla Poltava    | 3 - 0  | 2 - 2           |
| Bologna         | 3 - 3 (gfc) | National Bucarest  | 2 - 0  | 1 - 3           |
| Bastia          | 4 - 3       | Altay              | 2 - 0  | 2 - 3 (dts)     |
| KFC Lommel      | 2 - 5       | Werder Brema       | 1 - 3  | 1 - 2           |
| Twente          | 3 - 5       | Austria Salisburgo | 2 - 2  | 1 - 3           |
| Vojvodina       | 4 - 2       | Baltika            | 4 - 1  | 0 - 1           |
| Debrecen        | 3 - 2       | Hansa Rostock      | 1 - 1  | 2 - 1           |
| Harelbeke       | 0 - 4       | Sampdoria          | 0 - 1  | 0 - 3           |
| Crystal Palace  | 0 - 4       | Samsunspor         | 0 - 2  | 0 - 2           |

## Semifinali
Andata 29 luglio, ritorno 5 agosto.
| Squadra 1       | Totale | Squadra 2  | Andata | Ritorno |
| --------------- | ------ | ---------- | ------ | ------- |
| Bastia          | 2 - 4  | Vojvodina  | 2 - 0  | 0 - 4   |
| Bologna         | 3 - 2  | Sampdoria  | 3 - 1  | 0 - 1   |
| Fortuna Sittard | 3 - 4  | Salisburgo | 2 - 1  | 1 - 3   |
| Ruch Chorzów    | 4 - 0  | Debrecen   | 1 - 0  | 3 - 0   |
| Werder Brema    | 6 - 0  | Samsunspor | 3 - 0  | 3 - 0   |
| Espanyol        | 0 - 3  | Valencia   | 0 - 1  | 0 - 2   |

## Finali
Andata 11 agosto, ritorno 25 agosto.
| Squadra 1    | Totale | Squadra 2    | Andata | Ritorno |
| ------------ | ------ | ------------ | ------ | ------- |
| Salisburgo   | 1 - 4  | Valencia     | 0 - 2  | 1 - 2   |
| Werder Brema | 2 - 1  | Vojvodina    | 1 - 0  | 1 - 1   |
| Bologna      | 3 - 0  | Ruch Chorzów | 1 - 0  | 2 - 0   |